# NGC 57
NGC 57 è una galassia ellittica situata nella costellazione dei Pesci. È stata scoperta l'8 ottobre 1784 dall'astronomo anglo-tedesco William Herschel.

## Supernove in NGC 57

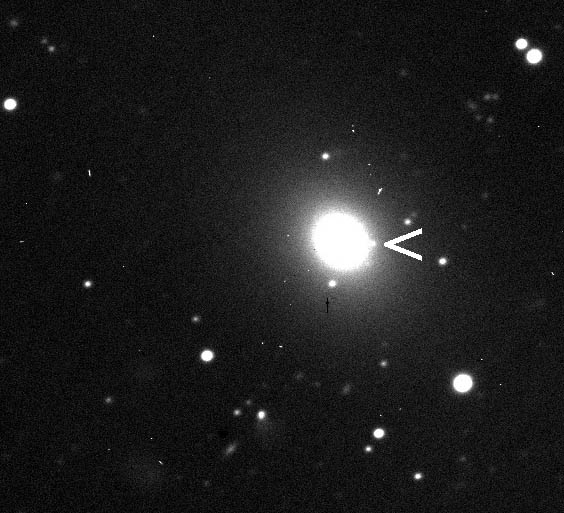
La Supernova 2010dq come appariva il 3 settembre 2010 (annuncio effettuato il 3 giugno 2010)

L'astronomo giapponese Koichi Itagaki vi ha scoperto il 3 giugno 2010, la supernova SN 2010dq, di magnitudine apparente 17, situata 17" a ovest e 1" a sud del centro di NGC 57, alle coordinate celesti 00 15 29.70 +17 19 41.0. la supernova era di tipo Ia , ed il  29 agosto 2011 la supernova 2011fp di magnitudine apparente 17,9, anch'essa di tipo Ia .